# ستيفن واين أندرسون
ستيفن واين أندرسون (بالإنجليزية: Stephen Wayne Anderson) هو قاتل مأجور أمريكي، ولد في 8 يوليو 1953 في الولايات المتحدة، وتوفي في 29 يناير 2002 في سجن سان كوينتن في الولايات المتحدة بسبب حقنة قاتلة.